# Ibn Tibbon
La famille Ibn Tibbon (hébreu : אִבְּן תִּיבּוֹן), dont les membres sont parfois appelés les Tibbonides, est une famille de rabbins provençaux spécialisés dans la traduction en hébreu d'ouvrages philosophiques et autres, jouant un rôle important dans la transmission des savoirs antiques. 
Les Tibbonides ont vécu principalement dans le Sud de la France aux XIIe et XIIIe siècles. 
Plusieurs membres de cette famille se sont distingués, en particulier Juda ibn Tibbon, son fils Samuel ibn Tibbon, et le fils de celui-ci, Moshe ibn Tibbon. 

Une plaque commémorative en leur honneur, appelée "le Totem" a été dressée en 2007 rue Alphonse Ménard à Lunel (Hérault), près de l'ensemble synagogal où se trouvait probablement l'école juive de Lunel, où enseignaient les Tibbonides. Cette école où était enseignée entre autres disciplines la médecine, est à l'origine de la Faculté de Médecine de Montpellier, qui est la plus ancienne du monde occidental encore en exercice.

## Membres connus de la famille Ibn Tibbon
- Juda ben Saül ibn Tibbon (1120-1190), premier membre connu de cette famille, est un médecin et le traducteur des œuvres de philosophie juive pré-maïmonidienne (Saadia Gaon, Bahya ibn Paquda, Juda Halevi), ainsi que des deux grands-œuvres linguistiques de Yona ibn Jannah
- Samuel ibn Tibbon, (1150-1230), fils du précédent, est le plus illustre des Tibbonides, principalement connu pour sa traduction du Guide des égarés de Moïse Maïmonide
- Moshe ben Samuel ibn Tibbon (décédé vers 1283), fils du précédent, est un traducteur, philosophe et exégète
- Juda ben Moshe ibn Tibbon, fils du précédent, est un acteur majeur dans la controverse autour des écrits de Maïmonide. Rabbin de Montpellier, il entraîne son cousin, Jacob ben Makhir ibn Tibbon (cf. infra), dans le camp pro-maïmonidien, en lui montrant que les anti-maïmonidiens s'en prennent également à leur grand-père, Samuel ibn Tibbon, et au gendre de celui-ci, Jacob Anatolio. En conséquence, Jacob ben Makhir protestera contre la lecture de la lettre du rabbin Salomon ben Adret  à la communauté de Montpellier, qui se tiendra néanmoins dans la synagogue de la ville le jour suivant, un chabbat, au mois d'Eloul 1304[1]. Selon Jacob ben Makhir ibn Tibbon[2], Juda ben Moshe avait écrit de nombreux travaux, et effectué plusieurs traductions, qui avaient été louées par Nahmanide. Cependant, rien n'en a été préservé.
- Samuel ben Moshe ibn Tibbon, frère du précédent, est mentionné dans un responsum de Salomon ben Adret[3]), au sujet du procès intenté par Samuel à sa riche cousine, Bionguda, la plus jeune des trois filles de Bella, sœur de Moshe ibn Tibbon. Après la mort de son mari, Jacob ha-Kohen (1254), Bella s'était rendue à Marseille, où Bionguda s'était unie à un certain Isaac ben Isaac. Samuel ibn Tibbon qui, à cette époque, vivait probablement à Marseille, contestait la légalité de cette union, disant qu'il avait fait de Bionguda son épouse légale, lorsqu'elle vivait encore à Naples, ce qu'elle niait. Le procès lié à cette dispute a été étudié par Isidore Loeb[4] et par Heinrich Graetz[5].
- Jacob ben Makhir ibn Tibbon, dit Don Profiat Tibbon (1236 - 1304), cousin des précédents, est un traducteur et astronome médiéval illustre, dont les travaux ont été utilisés par Nicolas Copernic, Erasmus Reinhold et Christophorus Clavius.
- Moshe ben Isaac ibn Tibbon (XVe siècle) apparaît comme un copiste établi sur l'île de Candia[6].

### Autres
Abraham ibn Tibbon est le traducteur de l’Économie d'Aristote en hébreu. Sa relation avec les Tibbonides est inconnue.

## Source
Cet article contient des extraits de l'article « IBN TIBBON » par Max Schloessinger, Isaac Broydé & Richard Gottheil de la Jewish Encyclopedia de 1901–1906 dont le contenu se trouve dans le domaine public.